# Viktor Tikhonov (hockey sur glace, 1988)
Pour les articles homonymes, voir Tikhonov et Viktor Tikhonov (hockey sur glace).
Pour l'ancien joueur et entraîneur soviétique de hockey sur glace, voir Viktor Vassilievitch Tikhonov.
Viktor Vassilievitch Tikhonov (en russe : Виктор Васильевич Тихонов ; né le 12 mai 1988 à Riga en République socialiste soviétique de Lettonie) est un joueur professionnel russe de hockey sur glace. Il porte le même patronyme que son grand-père, l'ancien joueur et entraîneur international soviétique de hockey : Viktor Vassilievitch Tikhonov.

## Carrière

### Carrière en club
Né dans une famille de joueur de hockey, il reçoit sa première paire de patin des mains de son grand-père à l'âge de 3 ans et va passer toute sa vie à jouer au hockey suivant son père, Vassili qui est entraîneur de hockey, dans les différents pays où celui-ci est entraîneur ou assistant-entraîneur. Il passe ainsi par l'Amérique du Nord, la Finlande puis la Suisse. Dans chaque pays, Viktor Tikhonov peut raconter une anecdote : avoir marqué des buts lors des matchs de jeunes pendant les pauses de match devant 17 000 personnes en Amérique du Nord, patiner 6 heures par jour en Finlande ou encore tester le poste de gardien de but en Suisse.
Il fait ses débuts en tant que centre dans la troisième division russe, la Pervaïa Liga en 2004-05 en jouant pour l'équipe II du CSKA Moscou. Lors de la saison suivante, il joue pour le CSKA mais va également jouer pour le club du HK Dmitrov en seconde division, la Vyschaïa Liga.
Surveillé de près par les dirigeants du Severstal Tcherepovets, ces derniers lui proposent de les rejoindre pour avoir beaucoup de temps de jeu et il accepte. Il joue la saison suivante pour l'équipe II mais il fait également ses débuts dans la ligue élite, la Superliga. Il doit attendre 2007-08 pour réellement faire partie de l'équipe I du club, année où il joue une quarantaine de matchs sur 57 au total lors de la saison régulière. Qualifiée pour les playoffs, l'équipe va perdre au second tour, en quart de finale contre le Salavat Ioulaïev Oufa.
Lors du repêchage d'entrée dans la Ligue nationale de hockey de 2008, il est choisi lors de la première ronde par les Coyotes de Phoenix en tant que 28e choix. Les Coyotes avaient alors obtenu ce choix aux Ducks d'Anaheim contre deux choix de seconde ronde.

### Carrière internationale
Né en Lettonie, Tikhonov va attendre longtemps pour avoir son passeport russe et est seulement sélectionné pour la première fois en équipe junior russe en 2005-06 pour des tournois internationaux. Il participe au Défi ADT Canada-Russie en 2006. Il joue sa première compétition internationale de rang mondial en 2008 à l'occasion du championnat du monde junior. Il va alors aider son équipe à finir à la seconde place de la poule – derrière les Américains. Par la suite, l'équipe va perdre en demi-finale contre les Suédois mais va tout de même accrocher la troisième place. À titre personnel, il remporte le titre de meilleur joueur du tournoi et est sélectionné dans l'équipe type. Il représente l'équipe de Russie B lors de la Coupe de Polésie, manche de l'Euro Ice Hockey Challenge en novembre 2011. Un mois plus tard, il est appelé en équipe de Russie A par Zinetoula Bilialetdinov pour participer à la coupe Pervi Kanal.
Participe au tournoi olympique de 2014 puis aux Mondiaux de la même année où l''équipe de Russie obtient le titre mondial
Tikhonov se distingue particulièrement à ces Mondiaux 2014 en étant élu meilleur attaquant et désigné dans l'équipe All-stars.

## Statistiques

### Statistiques en club
| Saison     | Équipe                    | Ligue         |     | Saison régulière | Saison régulière | Saison régulière | Saison régulière | Saison régulière |    | Séries éliminatoires | Séries éliminatoires | Séries éliminatoires | Séries éliminatoires | Séries éliminatoires |
| Saison     | Équipe                    | Ligue         | PJ  | B                | A                | Pts              | Pun              | PJ               | B  | A                    | Pts                  | Pun                  |                      |                      |
| 2004-2005  | CSKA Moscou II            | Pervaïa Liga  |     |                  |                  |                  |                  |                  |    |                      |                      |                      |                      |                      |
| 2005-2006  | CSKA Moscou II            | Pervaïa Liga  |     |                  |                  |                  |                  |                  |    |                      |                      |                      |                      |                      |
| 2005-2006  | HK Dmitrov                | Vyschaïa Liga | 36  | 6                | 8                | 14               | 10               | -                | -  | -                    | -                    | -                    |                      |                      |
| 2006-2007  | Severstal Tcherepovets II | Pervaïa Liga  |     |                  |                  |                  |                  |                  |    |                      |                      |                      |                      |                      |
| 2006-2007  | Severstal Tcherepovets    | Superliga     | 4   | 0                | 0                | 0                | 0                | -                | -  | -                    | -                    | -                    |                      |                      |
| 2007-2008  | Severstal Tcherepovets II | Pervaïa Liga  |     |                  |                  |                  |                  |                  |    |                      |                      |                      |                      |                      |
| 2007-2008  | Severstal Tcherepovets    | Superliga     | 43  | 7                | 5                | 12               | 43               | 8                | 0  | 1                    | 1                    | 4                    |                      |                      |
| 2008-2009  | Coyotes de Phoenix        | LNH           | 61  | 8                | 8                | 16               | 20               | -                | -  | -                    | -                    | -                    |                      |                      |
| 2008-2009  | Rampage de San Antonio    | LAH           | 4   | 2                | 1                | 3                | 0                | -                | -  | -                    | -                    | -                    |                      |                      |
| 2009-2010  | Rampage de San Antonio    | LAH           | 18  | 2                | 6                | 8                | 12               | -                | -  | -                    | -                    | -                    |                      |                      |
| 2009-2010  | Severstal Tcherepovets    | KHL           | 25  | 14               | 1                | 15               | 12               | -                | -  | -                    | -                    | -                    |                      |                      |
| 2009-2010  | Almaz                     | MHL           | 1   | 1                | 0                | 1                | 0                | -                | -  | -                    | -                    | -                    |                      |                      |
| 2010-2011  | Rampage de San Antonio    | LAH           | 60  | 10               | 23               | 33               | 26               | -                | -  | -                    | -                    | -                    |                      |                      |
| 2011-2012  | SKA Saint-Pétersbourg     | KHL           | 42  | 17               | 13               | 30               | 18               | 10               | 4  | 2                    | 6                    | 4                    |                      |                      |
| 2012-2013  | SKA Saint-Pétersbourg     | KHL           | 39  | 12               | 15               | 27               | 16               | 15               | 10 | 10                   | 20                   | 20                   |                      |                      |
| 2013-2014  | SKA Saint-Pétersbourg     | KHL           | 52  | 18               | 16               | 34               | 20               | 10               | 2  | 1                    | 3                    | 2                    |                      |                      |
| 2014-2015  | SKA Saint-Pétersbourg     | KHL           | 49  | 8                | 16               | 24               | 29               | 15               | 1  | 1                    | 2                    | 4                    |                      |                      |
| 2015-2016  | Blackhawks de Chicago     | LNH           | 11  | 0                | 0                | 0                | 6                | -                | -  | -                    | -                    | -                    |                      |                      |
| 2015-2016  | Coyotes de l'Arizona      | LNH           | 39  | 3                | 3                | 6                | 14               | -                | -  | -                    | -                    | -                    |                      |                      |
| 2016-2017  | SKA Saint-Pétersbourg     | KHL           | 36  | 6                | 4                | 10               | 13               | 2                | 0  | 0                    | 0                    | 2                    |                      |                      |
| 2017-2018  | SKA Saint-Pétersbourg     | KHL           | 45  | 8                | 8                | 16               | 24               | 12               | 3  | 1                    | 4                    | 16                   |                      |                      |
| 2018-2019  | SKA Saint-Pétersbourg     | KHL           | 38  | 5                | 7                | 12               | 24               | 16               | 1  | 2                    | 3                    | 18                   |                      |                      |
| 2019-2020  | SKA Saint-Pétersbourg     | KHL           | 9   | 1                | 0                | 1                | 6                | -                | -  | -                    | -                    | -                    |                      |                      |
| 2019-2020  | Ak Bars Kazan             | KHL           | 23  | 6                | 4                | 10               | 8                | 4                | 0  | 1                    | 1                    | 0                    |                      |                      |
| 2020-2021  | Ak Bars Kazan             | KHL           | 42  | 11               | 12               | 23               | 28               | 15               | 3  | 2                    | 5                    | 0                    |                      |                      |
| 2021-2022  | Salavat Ioulaïev Oufa     | KHL           | 25  | 5                | 10               | 15               | 12               | 11               | 3  | 3                    | 6                    | 14                   |                      |                      |
| Totaux LNH | Totaux LNH                | Totaux LNH    | 111 | 11               | 11               | 22               | 40               | -                | -  | -                    | -                    | -                    |                      |                      |

### Statistiques en équipe nationale
| Année | Évènement                   |    | PJ | B | A  | Pts | Pun | +/-                |  | Résultat |
| 2008  | Championnat du monde junior | 7  | 5  | 2 | 7  | 6   | -1  | Médaille de bronze |  |          |
| 2014  | Jeux olympiques d'hiver     | 2  | 0  | 1 | 1  | 0   | +1  | Cinquième place    |  |          |
| 2014  | Championnat du monde        | 10 | 8  | 8 | 16 | 10  | +10 | Médaille d'or      |  |          |
| 2015  | Championnat du monde        | 10 | 1  | 2 | 3  | 4   | -2  | Médaille d'argent  |  |          |